# 駱駝絨

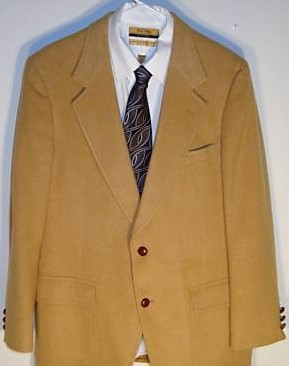
Bill Blass的一件駱駝絨西装外套，攝於2009 年

駱駝絨又稱骆驼毛，特指来自骆驼身上的毛，但也可以指由纯骆驼毛或骆驼毛与另一种纤维混合制成的纖維以及布。
許多骆驼毛是从双峰骆驼身上采集的，这种骆驼分布于亚洲。 蒙古国、藏区、阿富汗、伊朗、俄罗斯、中华人民共和国、新西兰和澳大利亚等地是駱駝毛的原產地。